# Кристина Роуз
Кристина Роуз (на английски: Kristina Rose) е американска порнографска актриса, родена на 14 април 1984 г. в Сан Диего, щата Калифорния, САЩ.
Участва във видеоклипа на песента „Why? Where? What?“ на американските рапъри от групата King Fantastic.

## Награди и номинации
Носителка на награди
- 2009: CAVR награда за звезда на годината.[4]
- 2010: TLA Raw награда за най-добър туитър.[5]
- 2011: AVN награда за най-добра секс сцена с двойка – „Кристина Роуз е уличница“ (с Мануел Ферара).[6]
- 2011: XRCO награда за супермръсница.[7]
- 2011: TLA Raw награда за изпълнителка на годината.[8]
- 2012: AVN награда за най-добра секс сцена с тройка (момиче/момиче/момче) – „Ass Worship“ (с Джейда Стивънс и Начо Видал).[9]
- 2012: TLA Raw награда за най-добър туитър.[10]
- 2012: Galaxy награда за най-добра изпълнителка (Северна Америка).[11][12]
- 2013: XRCO награда за анален оргазъм.[13]

Номинации
- 2008: Номинация за CAVR награда за звезда на годината.[14]
- 2009: Номинация за XBIZ награда за нова звезда на годината.[15]
- 2009: Номинация за XRCO награда за нова звезда.[16]
- 2009: Номинация за Hot d'Or награда за най-добра американска звезда.[17]
- 2010: Номинация за AVN награда за изпълнителка на годината.[18]
- 2010: Номинация за AVN награда за най-добра поддържаща актриса.[18]
- 2010: Номинация за AVN награда за най-добра анална секс сцена (с Джеймс Дийн) – „Кристина Роуз: лошо момиче“.[18]
- 2010: Номинация за AVN награда за най-добра анална секс сцена (с Роко Сифреди) – „Роко изнасилва Ел Ей“.[18]
- 2010: Номинация за XBIZ награда за изпълнителка на годината.[19]
- 2010: Номинация за XRCO награда за изпълнителка на годината.[20]
- 2010: Номинация за XRCO награда за анален оргазъм.[20]
- 2010: Номинация за XRCO награда за супермръсница.[20]
- 2010: Финалистка за F.A.M.E. награда за любима анална звезда.[21]
- 2011: Номинация за AVN награда за изпълнителка на годината.[22][23]
- 2011: Номинация за AVN награда за най-добра поддържаща актриса.[22][23]
- 2011: Номинация за AVN награда за най-добра орална секс сцена – „Кристина Роуз е жена уличница“.[22]
- 2011: Номинация за XBIZ награда за изпълнителка на годината.[24]
- 2011: Номинация за XRCO награда за анален оргазъм.[25][26]
- 2012: Номинация за AVN награда изпълнителка на годината.[27]
- 2012: Номинация за AVN награда за най-добро закачливо изпълнение.[27]
- 2012: Номинация за AVN награда за най-добра орална секс сцена – Нека да ти го смуча.[27]
- 2012: Номинация за XBIZ награда за изпълнителка на годината.[28]
- 2012: Номинация за XRCO награда за изпълнителка на годината.[29][30]
- 2012: Номинация за XRCO награда за супер мръсница.[29][30]
- 2012: Номинация за XRCO награда за анален оргазъм.[29][30]
- 2012: Номинация за Urban X награда за изпълнителка на годината.[31]
- 2013: Номинация за AVN награда за изпълнителка на годината.[32][33]
- 2013: Номинация за AVN награда за най-добра групова секс сцена само с момичета (с Валери Кей и Хедър Старлет) – „Мяу! 2“.[32][33]
- 2013: Номинация за AVN награда за най-добра орална секс сцена – „Плюя“.[32][33]
- 2013: Номинация за XBIZ награда за изпълнителка на годината.[34]
- 2013: Номинация за XRCO награда за супермръсница.[35]

### Други признания и отличия
- 10-о място в класацията на списание „Комплекс“ – „Топ 100 на най-горещите порно-звезди (точно сега)“, публикувана през месец юли 2011 г.[3]